# Stany Delayre

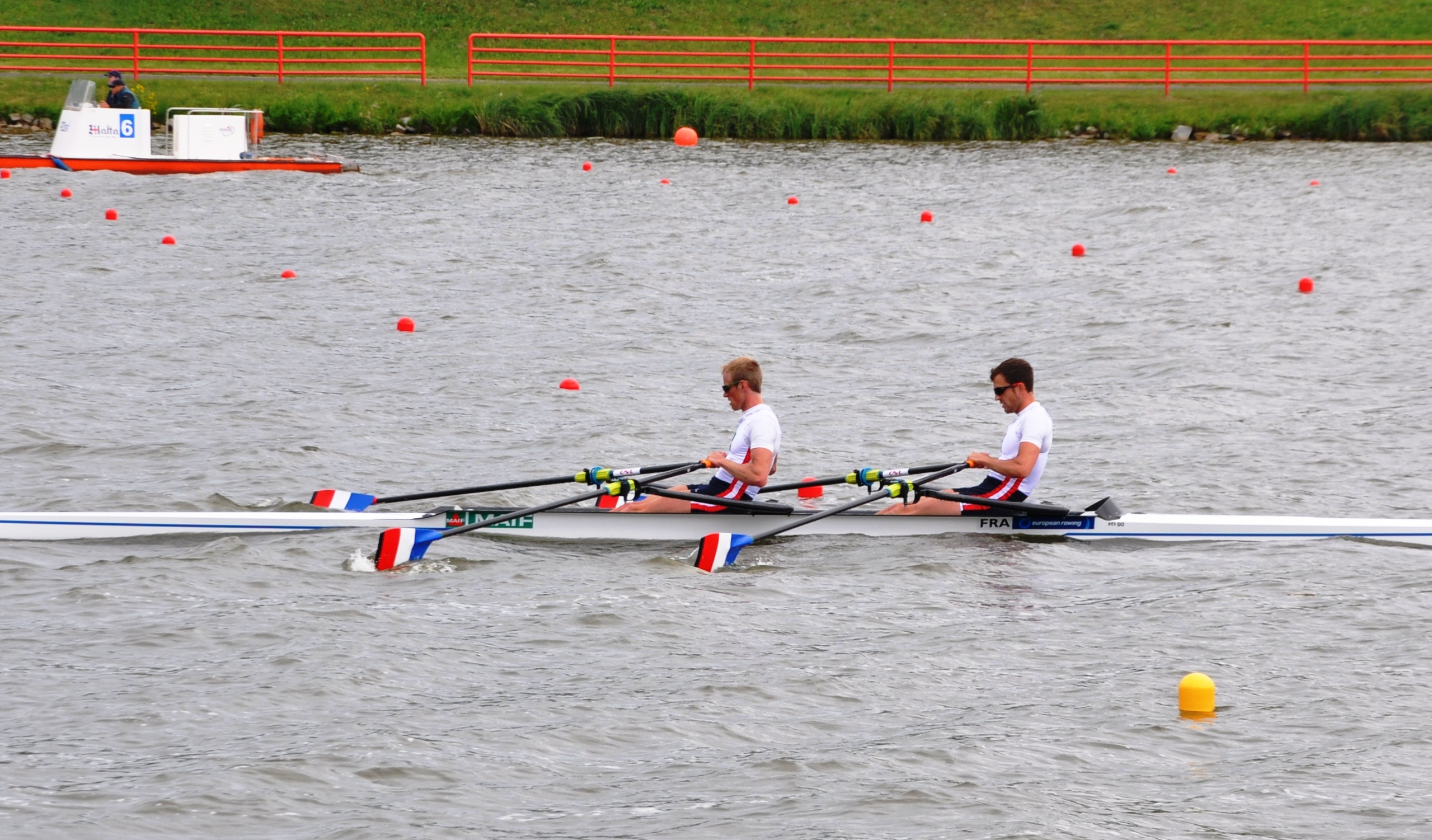
Stany Delayre et Jérémie Azou, vainqueur des Championnats d'Europe d'aviron 2015, à Poznań, en catégorie LM2x

Stany Delayre est un rameur français coupleux, poids léger, du Sport Nautique de Bergerac, né le 26 octobre 1987 à Bergerac (Dordogne). Il participe avec Jérémie Azou (Avignon) aux JO de Londres où il termine 4e. Après une blessure au dos en 2013, il est vice champion du monde en 2014 et enfin champion du monde en 2015 et en 2017.
.

## Biographie
Stany Delayre est actuellement en convention avec la mairie de Bergerac au service des sports où il est entraîneur de la catégorie cadets au "Sport Nautique de Bergerac". Il va bientôt être papa.
Delayre, associé à Jérémie Azou en deux de couples poids léger, remporte leur première compétition internationale disputée ensemble, l'épreuve de Coupe du monde d'aviron de Lucerne en 2012 puis le duo est quatrième des Jeux olympiques de Londres. Après cette épreuve, l'équipage est invaincu jusqu'au championnat du monde 2014 où le duo français est battu par l'équipe sud-africaine dans une course perturbée par le vent. À nouveau invaincus ensuite, les Français remportent le championnat du monde 2015 disputé à Aiguebelette. Leur stratégie de course en finale consiste à se caler juste derrière le bateau britannique au départ avant d'accélérer à 800 mètres de l'arrivée.
Azou est associé à Pierre Houin au lieu de Delayre lors de la course de Lucerne en 2016. Ce duo s'impose ce qui amène l'encadrement français à le valider comme participant aux Jeux olympiques de Rio de Janeiro.
Delayre est surnommé « Wolverine » à cause de blessures survenues au cours de sa carrière ayant nécessité plusieurs interventions chirurgicales.

## Palmarès

### Jeux olympiques d'été
| Discipline         | Londres 2012 Royaume-Uni |
| ------------------ | ------------------------ |
| Deux de couple, pl | 4e                       |

### Championnats du monde des - de 23 ans
- 2007
  -  2e en quatre de couple poids-léger à Glasgow  Grande-Bretagne

### Championnats du monde
| Discipline           | Karapiro 2010 Nouvelle-Zélande | Bled 2011 Slovénie | Plovdiv 2012 Bulgarie | Chungju 2013 Corée du Sud | Amsterdam 2014 Pays-Bas | Aiguebelette 2015 France | Sarasota 2017 États-Unis |
| -------------------- | ------------------------------ | ------------------ | --------------------- | ------------------------- | ----------------------- | ------------------------ | ------------------------ |
| Deux de couple, pl   |                                |                    |                       |                           | Argent                  | Or                       |                          |
| Quatre de couple, pl | Argent                         |                    |                       |                           |                         |                          | Or                       |

### Coupe du monde d'aviron
- 2009
  -  2e en quatre de couple poids léger à la Coupe du Monde à Lucerne  Suisse
- 2010
  -  3e en quatre de couple poids léger à la Coupe du Monde à Lucerne  Suisse
- 2012
  -  2e en deux de couple poids léger à la Coupe du Monde à Munich  Allemagne[6]
  -  1er en deux de couple poids léger à la Coupe du Monde à Lucerne  Suisse
- 2013
  -  1re en deux de couple poids léger à la Coupe du Monde à Lucerne  Suisse
- 2014
  -  1re en deux de couple poids léger à la Coupe du Monde à Lucerne  Suisse[7]
  -  1re en deux de couple poids léger à la Coupe du Monde à Aiguebelette  France
- 2015
  -  1re en deux de couple poids léger à la Coupe du Monde à Lucerne  Suisse[8]
  -  1re en deux de couple poids léger à la Coupe du Monde à Varèse  Italie

### Championnats d'Europe
| Discipline           | Montemor-o-Velho 2010 Portugal | Plovdiv 2011 Bulgarie | Varèse 2012 Italie | Séville 2013 Espagne | Belgrade 2014 Serbie | Poznań 2015 Pologne |
| -------------------- | ------------------------------ | --------------------- | ------------------ | -------------------- | -------------------- | ------------------- |
| Deux de couple, pl   |                                |                       |                    | Or                   | Or                   | Or                  |
| Quatre de couple, pl | Bronze                         |                       |                    |                      |                      |                     |

### Championnats de France d'aviron
- 2004
  -  3e en quatre sans barreur aux Championnats de France junior bateaux longs à Bourges (Cher)
- 2007
  -  2e en deux de couple poids léger aux Championnats de France bateaux longs à Vichy (Allier)
- 2008
  -  2e en quatre sans barreur aux Championnats de France bateaux longs à Mantes-la-Jolie (Yvelines)
- 2009
  -  1re en quatre sans barreur aux Championnats de France bateaux longs à Aiguebelette (Savoie)
- 2012
  -  2e en skiff poids léger aux Championnats de France bateaux courts à Cazaubon (Gers)
- 2013
  -  2e en skiff poids léger aux Championnats de France bateaux courts à Brive-la-Gaillarde (Corrèze)
- 2014
  -  2e en skiff poids léger aux Championnats de France bateaux courts à Cazaubon (Gers)
- 2015
  -  3e en huit de pointe aux Championnats de France bateaux longs à Mantes-la-Jolie (Yvelines)
  -  3e en skiff poids léger aux Championnats de France bateaux courts à Cazaubon (Gers)
- 2016
  -  3e en skiff poids léger aux Championnats de France bateaux courts à Cazaubon (Gers)

## Pour en savoir plus

### Liense externes
- Ressources relatives au sport :   - CIO
  - EspritBleu
  - Fédération internationale des sociétés d'aviron
  - Olympedia
- Fiche de Stany Delayre sur le site de la fédération française d'aviron
- Site officiel de Stany Delayre